# 皇家坦布里奇韦尔斯
皇家唐橋井（英語：Royal Tunbridge Wells，有時簡稱為唐橋井）是英國英格蘭肯特郡西部的大型城鎮，距離倫敦市中心東南方約40英里（64）路程，鐵路路程約34.5英里（55.5）。本城鎮靠近東薩塞克斯郡的邊界。
本城鎮人口約為56,500人，也是唐橋井區的行政中心，在英國議會選舉中劃分為唐橋井選區。在英國，皇家唐橋井為典型保守的英格蘭中產階級聚居地而具有一定知名度，「被冒犯的唐橋井人」就是其刻板印象的一個典型例子。